# سیارک ۹۱۲۲
سیارک ۹۱۲۲ (به انگلیسی: 9122 Hunten، نامگذاری:1998FZ8) نه هزار و صد و بیست و دومین سیارک کشف شده‌است که در ۲۲ مارس ۱۹۹۸ کشف شده است.
قدر مطلق سیارک برابر ۱۳٫۹۰ است.